# Municipio Libertador (Aragua)
El Municipio Libertador está ubicado en la subregión centro-occidente del Estado Aragua (Venezuela). Limita al norte con el municipio Francisco Linares Alcántara, por el oriente con el municipio José Ángel Lamas, por el sur con el municipio Ezequiel Zamora y por el occidente con el lago de Valencia. Su capital es Palo Negro, para el año 2023 su población llegaba a las 123.706 personas. Sede de la Base Aérea Libertador del Componente Aéreo de Venezuela, una de las más importantes del país.
En 1986 adquiere autonomía al desgajarse del para entonces Distrito Mariño (hoy Municipio Santiago Mariño), del cual formaba parte.

## Parroquias
El Municipio Libertador está dividido en dos parroquias, siendo San Martín de Porres y Palo Negro, la cual forman parte del área Metropolitana de Maracay que está ubicada en las riberas del Lago de Valencia o Lago de los Tacariguas y se encuentra enclavada en los valles de Aragua, también es sede de la Base Aérea Libertador.
| Parroquia            | Población |
| -------------------- | --------- |
| Palo Negro           | 43.632    |
| San Martín de Porres | 80.074    |

## Ciudad metropolitana de Maracay
Palo Negro y sus vecinas áreas están siendo usadas como lugares de residencias para muchos trabajadores de los polígonos industriales de Maracay. Ltta administración gubernamental se ha encargado de la utilización de recursos económicos asignados por el Gobierno Nacional para el mejoramiento de las condiciones de vida de los habitantes.

## Casa de la Cultura
Existe la Casa de la Cultura, con el epónimo de Paúl Rivas (destacado músico, artista plástico y cronista palonegrense) iniciada en la administración del Alcalde Henry Castillo (1996-1997), para el disfrute de la cultura y las artes, se encuentra en la Plaza Bolívar de Palo Negro.

## Festividades
- 23 de febrero: Celebración de la Emancipación.
- 3 de mayo: Cruz de Mayo.
- 23 de junio: Día de San Juan Bautista.
- 16 de julio: Día de Nuestra Señora del Carmen.
- 23 de julio: Día de Corpus Cristi.
- 23 de octubre: Día de la Autonomía Municipal.
- 31 de octubre: Feria de la Dulceria Criolla.

## Turismo
Este municipio ofrece una variedad de espacios culturales, históricos y recreativos. Destacan el Paseo Artesanal Delfín Sumoza, la Casa de la Cultura Paul Rivas, las Plazas Bolívar de Palo Negro y La Pica, la Iglesia Nuestra Señora del Carmen, el Estadio Natividad Patiño y la Base Aérea El Libertador.

## Política y gobierno

### Alcaldes
| Período     | Alcalde                     | Partido político / Alianza | % de votos | Notas |
| ----------- | --------------------------- | -------------------------- | ---------- | --- |
| 1989 - 1992 | Guillermo Morales Contreras |                            | 40,05      | Primer alcalde bajo elecciones directas |
| 1992 - 1995 | Gustavo Pereira             |                            | 34,59      | Segundo alcalde bajo elecciones directas |
| 1995 - 1997 | Henry Castillo              | ROGE                       | -          | Tercer alcalde bajo elecciones directas (no culminó su periodo, falleció en un accidente de tránsito en el año 1997)                                                       |
| 1997 - 2000 | Gonzalo Díaz Plaza          |                            | -          | Alcalde encargado tras la muerte del alcalde Henry Castillo. (se realizaron elecciones generales adelantadas en el 2000 debido a la aprobación de la Constitución de 1999) |
| 2000 - 2004 | Gonzalo Díaz Plaza          |                            | 54,37      | Cuarto alcalde bajo elecciones directas |
| 2004 - 2008 | Gonzalo Díaz Plaza          | PODEMOS                    | 46,89      | Reelecto |
| 2008 - 2013 | Carmen Plaza                |                            | 61,73      | Quinta alcalde bajo elecciones directas. Se postergan 1 año las elecciones municipales pautadas para finales del 2012)                                                     |
| 2013 - 2017 | Gianpiero Capizzi           |                            | 55,50      | Sexto alcalde bajo elecciones directas |
| 2017 - 2021 | Regulo La Cruz              |                            | 70,53      | Séptimo alcalde bajo elecciones directas |
| 2021 - 2025 | Gonzalo Díaz Plaza          | [ 10 ]                     | 51,43      | Octavo alcalde bajo elecciones directas |

### Concejo municipal
Período 1989 - 1992
| Concejales:           | Partido político / Alianza |
| --------------------- | -------------------------- |
| Manuel Montero        | MAS                        |
| Migdalia Sánchez      | MAS                        |
| William Espinoza      | MAS                        |
| Gustavo Pereira       | COPEI                      |
| Oscar Sánchez         | COPEI                      |
| Laura Yegas Hernández | AD                         |
| Paulo Montero Bolívar | AD                         |

Período 1992 - 1995
| Concejales:          | Partido político / Alianza |
| -------------------- | -------------------------- |
| Migdalia Sánchez     | MAS                        |
| Richard Granadillo   | MAS                        |
| Eustoquio Granadillo | MAS                        |
| Carlos Mesa          | MAS                        |
| Marcos Guanipa       | COPEI                      |
| César Tocuyo         | COPEI                      |
| Henry Castillo       | COPEI                      |
| José Molina          | AD                         |
| Ana de Silva         | MAP                        |

Período 1995 - 2000
| Concejales:           | Partido político / Alianza |
| --------------------- | -------------------------- |
| Yudith de Rodríguez   | MAS                        |
| Gonzalo Díaz Plaza    | MAS                        |
| Eustoquio Granadillo  | MAS                        |
| Jhony González        | AD                         |
| Paulo Montero Bolívar | AD                         |
| Wilman Muñóz          | AD                         |
| Oscar Sánchez         | COPEI                      |
| Marcos Guanipa        | COPEI                      |
| Julio Nieves          | ROGE                       |

Periodo 2000 - 2005
| Concejales          | Partido político / Alianza |
| ------------------- | -------------------------- |
| Mario Cabrera       | MVR                        |
| Rosendo Cardoza     | MVR                        |
| Francisco Perez     | MVR                        |
| Yudith de Rodriguez | MAS                        |
| Richard Granadillo  | MAS                        |
| Jose Gregorio Palma | PRVZL                      |
| Julio Teran         | PRVZL                      |

Período 2005 - 2013
| Concejales        | Partido político / Alianza |
| ----------------- | -------------------------- |
| Omayra Bolivar    | PODEMOS                    |
| Ramon Pedrique    | PODEMOS                    |
| Jesus Pinto       | PODEMOS                    |
| Gianpiero Capizzi | PODEMOS                    |
| Jesús Guerrero    | MVR                        |
| Jose Rojas        | MVR                        |
| Veronica Sánchez  | MVR                        |

Período 2013 - 2018:
| Concejales      | Partido político / Alianza |
| --------------- | -------------------------- |
| Guillermo Luna  | PSUV                       |
| Oswaldo Aponte  | PSUV                       |
| Richard Nadales | PSUV                       |
| Miguel Pérez    | PSUV                       |
| Jesús Guerrero  | PSUV                       |
| Luis Olmedo     | PSUV                       |
| Enzo Calero     | PJ MUD                     |

Período 2018 - 2021
| Concejales        | Partido político / Alianza |
| ----------------- | -------------------------- |
| Jhosep Flores     | PSUV                       |
| Betzabeth Guevara | PSUV                       |
| Gary Moreno       | PSUV                       |
| Petra Lemus       | PSUV                       |
| Neomar Melean     | PSUV                       |
| Gernan Zapata     | PSUV                       |
| Raiza Rodríguez   | PSUV                       |
| Mariluz Hernández | PSUV                       |
| Edgar Escobar     | PSUV                       |

Periodo 2021 - 2025
| Concejales:       | Partido político / Alianza |
| ----------------- | -------------------------- |
| Raiza Rodríguez   | PSUV                       |
| Francisco Guevara | PSUV                       |
| Hector Cardoza    | PSUV                       |
| Wilfer Ostos      | PSUV                       |
| Eukarys García    | PSUV                       |
| José Bolivar      | LAPIZ                      |
| Stefany Palacio   | LAPIZ                      |
| Gonzalo Díaz      | LAPIZ                      |
| Adolfo García     | AD                         |